# Cantone di Vallée de l'Homme
Il Cantone di Vallée de l'Homme è una divisione amministrativa dell'arrondissement di Sarlat-la-Canéda.
È stato costituito a seguito della riforma approvata con decreto del 21 febbraio 2014, che ha avuto attuazione dopo le elezioni dipartimentali del 2015.

## Composizione
Comprende i seguenti 26 comuni:
- Aubas
- Le Bugue
- Campagne
- La Chapelle-Aubareil
- Les Eyzies-de-Tayac-Sireuil
- Fanlac
- Les Farges
- Fleurac
- Journiac
- Manaurie
- Mauzens-et-Miremont
- Montignac
- Peyzac-le-Moustier
- Plazac
- Rouffignac-Saint-Cernin-de-Reilhac
- Saint-Amand-de-Coly
- Saint-Avit-de-Vialard
- Saint-Chamassy
- Saint-Cirq
- Saint-Félix-de-Reillac-et-Mortemart
- Saint-Léon-sur-Vézère
- Savignac-de-Miremont
- Sergeac
- Thonac
- Tursac
- Valojoulx